# 리오토 L7
리오토 L7(영어: Li Auto L7, 중국어 간체자: 理想L7, 병음: Lǐxiǎng L7, 직역: ideal L7)은 리오토에서 생산 중인 레인지 익스텐더형 고급 중형 크로스오버 SUV이다. 또한 리오토의 네 번째 차량이자, 주행거리 확장 장치 역할을 하는 가솔린 엔진을 탑재한 전기 SUV 시리즈인 L 시리즈의 세 번째 모델이다.

## 개요
2022년 9월에 출시되었으며 당시 회사에서 가장 저렴하고 작은 모델로 출시되었으며 더 긴 리오토 L8와 동일한 축간거리를 공유하였다. 출시 당시 에어, 프로, 맥스의 세 가지 트림으로 출시되었다. 2024년식은 울트라 트림 등급이 출시되었다. L7 프로 및 L7 맥스의 탁송은 3월 1일에 시작되었으며 기본 L7 에어의 배송은 2023년 4월 초에 시작되었다.
다른 리오토 L 시리즈 모델과 마찬가지로 리오토 L7은 "미래의 아방가르드" 디자인 언어를 사용하면서도 더 큰 L8 및 L9보다 낮고 세련된 모습을 가지고 있다. 옵션으로 21인치 휠이 제공된다.

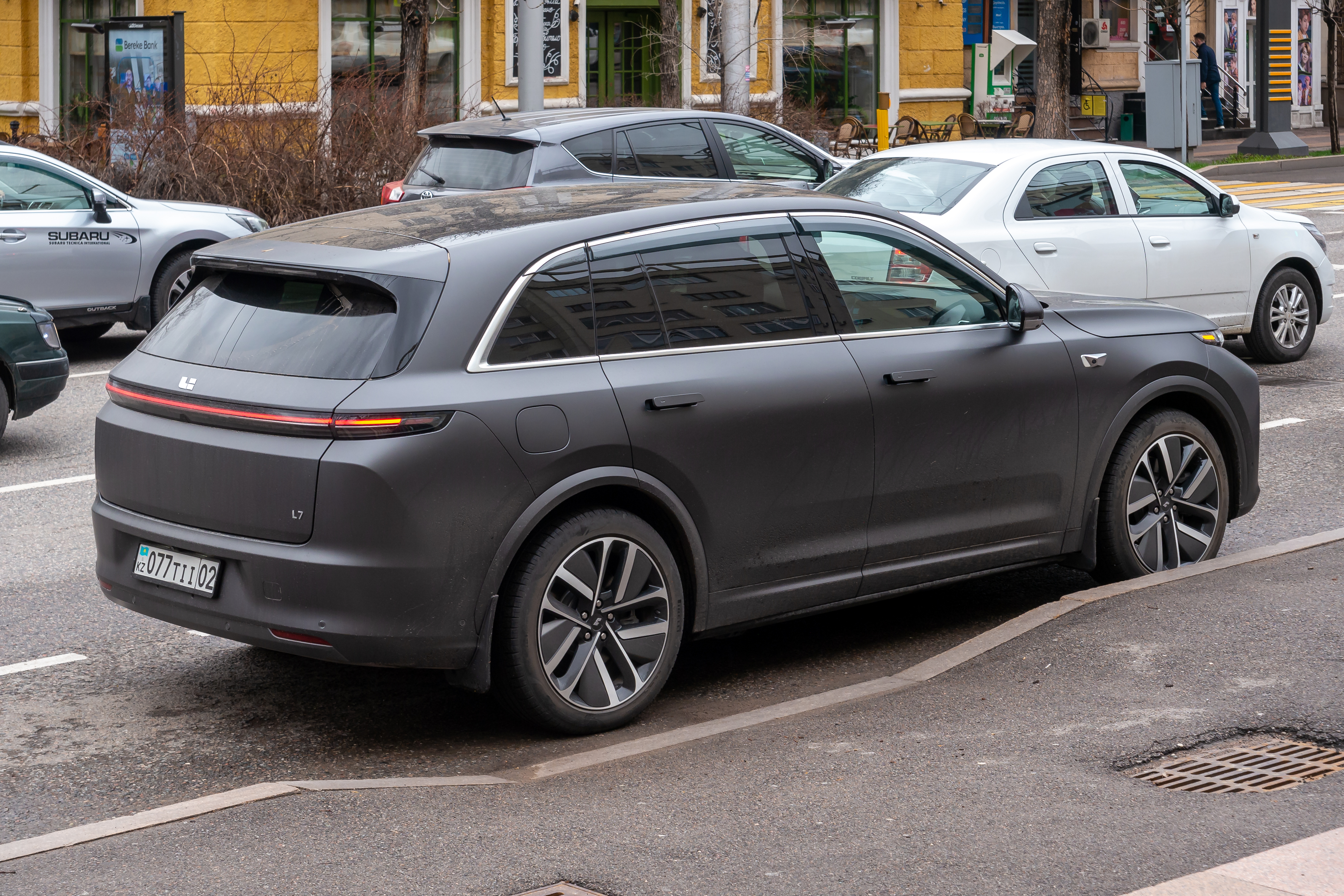
후면 (2023년식)
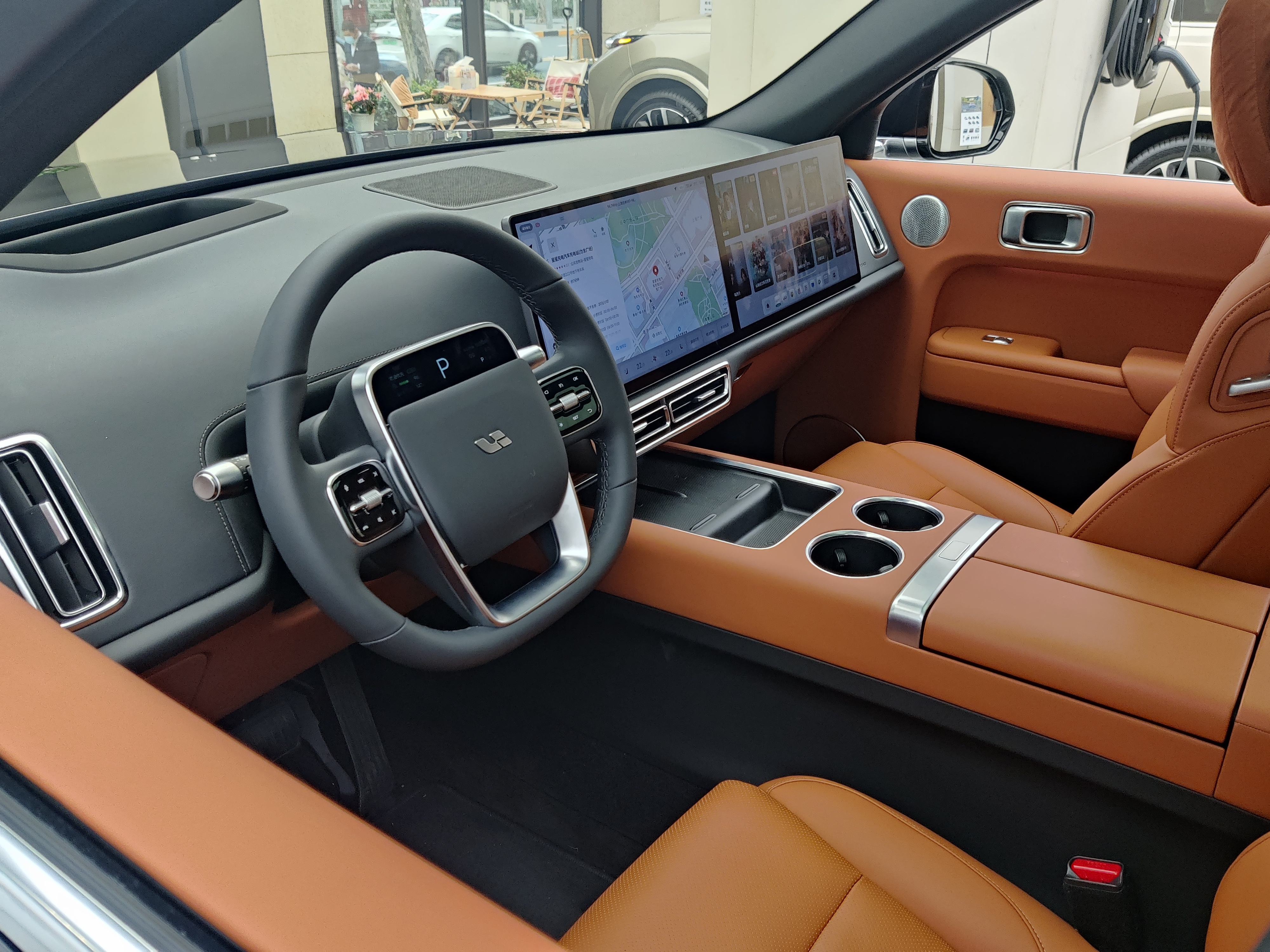
내부

L7 프로, L7 맥스 및 L7 울트라a(2024년 이후)는 5단계 높이 조절과 컴포트, 스탠다드, 스포츠의 3가지 서스펜션 모드를 갖춘 매직 카펫이라는 이름의 에어 서스펜션 시스템을 탑재한 반면, L7 에어는 더 간단한 연속 댐핑 제어(CDC) 서스펜션 시스템을 사용한다.
L7 에어와 L7 프로는 첨단 운전자 보조 시스템으로 128 TOPS의 컴퓨팅 성능을 갖춘 Horizon Robotics Journey 5 칩이 탑재된 Li AD Pro 자율주행 시스템을, L7 맥스는 508 TOPS의 듀얼 Orin-X 칩이 탑재된 Li AD Max 시스템을 사용한다. 두 시스템 모두 리오토, 칭화 대학교, MIT가 공동 개발한 알고리즘 프레임워크를 기반으로 한다.

### 내부
L8 및 L9와 달리 리오토 L7은 2열 5인승 차량이다. 다른 L 시리즈 모델과 동일한 대시보드 디자인을 공유한다.이 모델은 최대 1,160 mm (45.7 in)의 다리 공간과 2열 헤드룸 985 mm (38.8 in)을 제공한다고 한다. 2열 시트에는 전동식 발받침대 1개, 25도에서 40도까지 조절 가능한 전동식 등받이 조절 장치, 그리고 중앙 암레스트가 있다. 실내에는 총 26개의 수납 공간이 마련되어 있으며, 헤드레스트를 제거하고 "캠핑 모드"를 활성화하면 "더블 베드 모드"도 사용할 수 있다.
모든 트림에 표준 사양으로 제공되는 것으로는 전동 선셰이드가 있는 파노라마 선루프, 이중 단열 윈드실드, 독립적으로 조절 가능한 후방 온도 조절 시스템, 5개 좌석 모두를 위한 시트 열선, 4개 좌석을 위한 시트 환기 및 요추 마사지, 뒷좌석 측면 에어백을 포함한 10개의 에어백이 있다.
L7 에어와 L7 프로는 퀄컴 스냅드래곤 8155 칩을 탑재한 SS 프로 차량용 엔터테인먼트 시스템이 기본으로 제공되며, L7 맥스는 스냅드래곤 8155 칩 2개로 구동되는 더욱 발전된 SS 맥스 시스템을 사용한다. 이 시스템은 전면에 2개, 천장에 1개(L7 맥스에만 제공)의 15.7인치 3K LCD 화면 3개를 사용하며, 반사 방지 및 저청색광 기술이 적용되었다. 또한 21개의 스피커, 1,920와트 앰프, 7.3.4 돌비 애트모스 서라운드 사운드 시스템을 갖추고 있다.

## 판매량
| 년도   | 중국    |
| ------ | ------- |
| 2023년 | 134,089 |
| 2024년 | 134,018 |